# Kristýna Coufalová
Kristýna Coufalová (* 17. října 1985) je česká profesionální tanečnice a lektorka tance.

## Život
Vystudovala gymnázium v Olomouci a od roku 2005 do roku 2012 studovala obor Právo a právní věda na Univerzitě Karlově.
Tanci se začala závodně věnovat ve 13 letech. Už v 18 letech získala průkaz cvičitele aerobiku III. kvalifikační třídy a zvládla i kvalifikační studium pro porotce a trenéry III. třídy tanečního sportu. V dalších letech vedla několik tanečních kurzů a workshopů v Bílině nebo v Praze, krátce například také ve Slovinsku. V roce 2013 se stala porotcem a trenérem II. třídy tanečního sportu. V současnosti pracuje v rodinné taneční škole. Je také členkou Svazu učitelů tance a Českého svazu tanečního sportu.

## Taneční úspěchy
Poprvé reprezentovala Česko na mezinárodních soutěžích v roce 2003. O rok později získala bronz na Mistrovství ČR v latinskoamerických tancích. Výraznější úspěchy zaznamenala v následujícím desetiletí, v letech 2011, 2012, 2014 a 2015 vyhrála s Robinem Ondráčkem Mistrovství ČR standardních tancích, v roce 2012 přidali společný titul i na Mistrovství ČR v latinskoamerických tancích.
Zúčastnila se dvou ročníků televizní taneční soutěže StarDance. V první řadě v roce 2006 byl jejím partnerem herec Roman Vojtek, společně se protančili až k titulu. Podruhé se do soutěže zapojila o 15 let později, jejím partnerem v 11. řadě byl krasobruslař Tomáš Verner. Umístili se na třetím místě.